# Yokohama Country & Athletic Club
Il Yokohama Country & Athletic Club, altresì noto come YC&AC, è una società polisportiva giapponese con sede a Yokohama, fondata nel 1868. La sua sezione calcistica, fondata nel 1886, è la più antica del Giappone.

## Storia
La società venne fondata all'inizio del 1868 dal crickettista James Pender Mollison come "Yokohama Cricket Club" con altri britannici ed occidentali residenti a Yokohama e fu immediata promotrice degli sport occidentali in Giappone tra cui il rugby ed il cricket. Nel 1884 i soci votarono per l'assorbimento della polisportiva "Yokohama Football, Athletics, Baseball and Tennis Clubs" dando origine al "Yokohama Country & Athletic Club" (YC&AC).
La sezione calcistica del club è la più antica del Giappone, essendo stata fondata il 25 dicembre 1886 ma attiva senza crismi di ufficialità almeno dal 1883. Il YC&AC disputò il primo incontro calcistico in terra nipponica il 18 febbraio 1888 contro il Kobe Regatta & Athletic Club: l'incontro si concluse con la vittoria del club di Kōbe.
Nel 1912 la società si spostò nell'area di Yamate, a poca distanza dall'attuale stazione ferroviaria di Yamate.

## Sport praticati
- Baseball
- Biliardo
- Bocce
- Bowling
- Calcio
- Cricket
- Freccette
- Golf
- Hockey su prato
- Nuoto
- Pallacanestro
- Pallavolo
- Rugby
- Squash
- Tennis
- Tennistavolo